# USS Yorktown (CV-5)
USS Yorktown (CV-5)  var ett amerikanskt hangarfartyg av Yorktown-klass i tjänst under andra världskriget. Fartyget sänktes i slaget vid Midway den 7 juni 1942. Den 19 maj 1998 lyckades en expedition med forskare och veteraner från slaget vid Midway ledd av Robert Ballard lokalisera och fotografera vraket av fartyget. Fartyget var förvånansvärt intakt och mycket av färgen och utrustningen var fortfarande synlig.

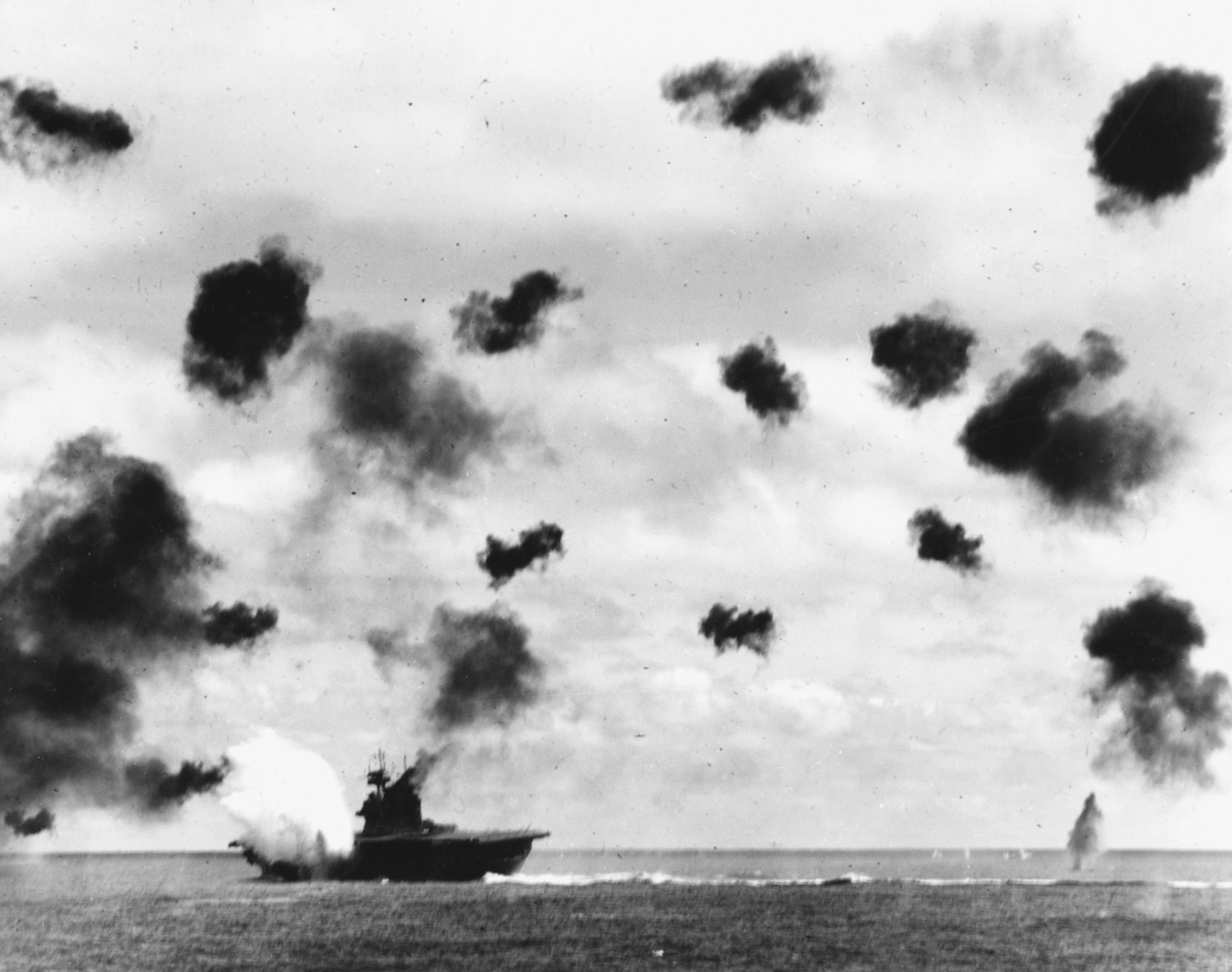
USS Yorktown träffas.

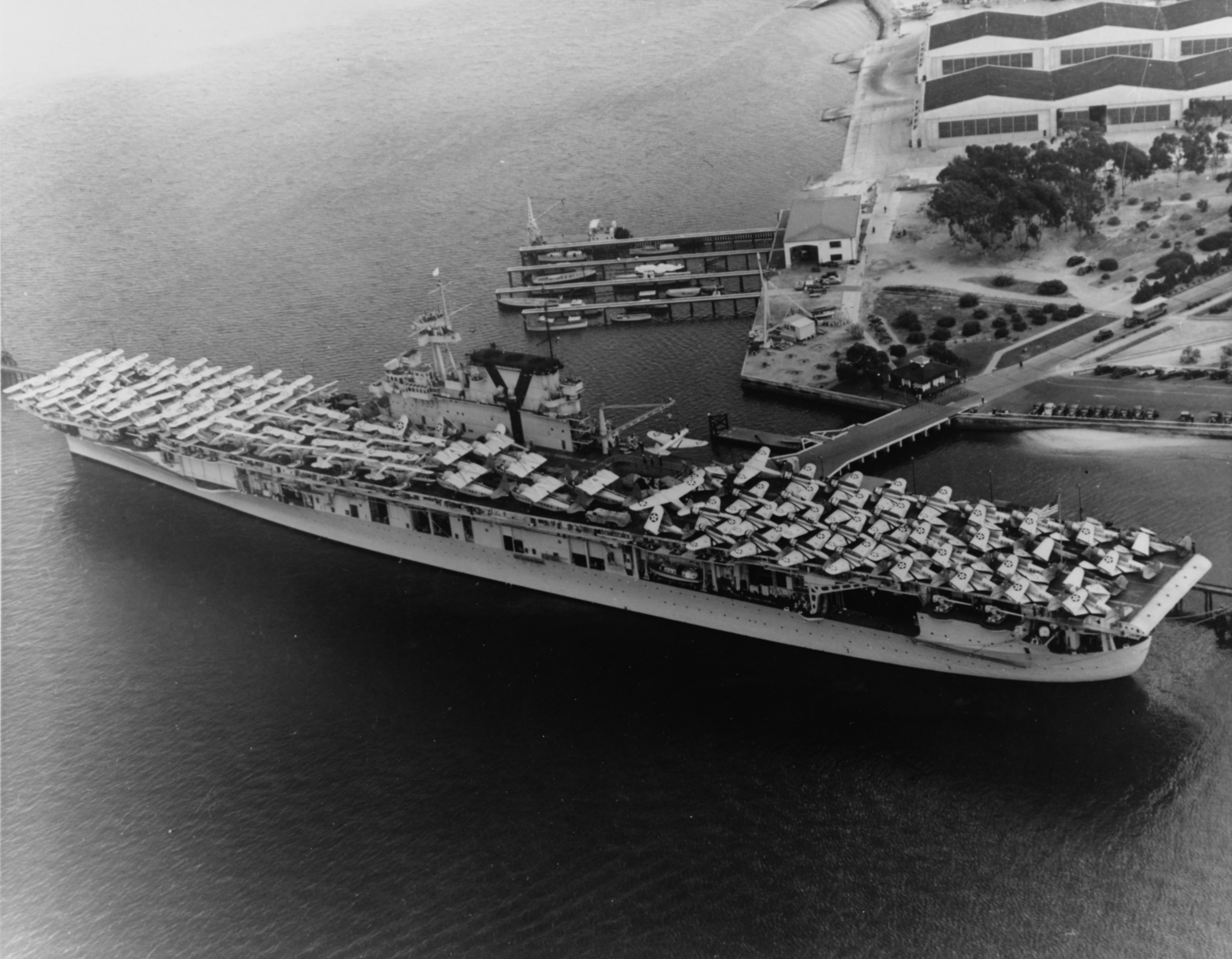
USS Yorktown vid Naval Air Station North Island i juni 1940.